# Las Novedades
Las Novedades va ser un periòdic fundat en 1850 per Ángel Fernández de los Ríos. En 1857, Fernández de los Ríos el va vendre a Nemesio Fernández Cuesta y Picatoste. La seva primera edició va aparèixer el 14 de desembre de 1850, i va deixar de publicar-se a principis de 1869..

Segons Augusto Martínez Olmedilla: 
| « | Durant divuit anys –de 1850 a 1868– Las Novedades es van publicar triomfalment, difonent-se arreu d'Espanya i proclamant els mèrits del seu fundador, que amb increïble dinamisme atenia tots els aspectes del periòdic.... | » |

Segons dades publicades a la Gaceta de Madrid, citats per Cabrera et al., de 1854 a 1860, Las Novedades era el periòdic amb més circulació d'Espanya. Encara de 1861 a 1864, compartiria aquest lideratge amb el periòdic conservador Correspondencia de España, a partir d'aquesta data perdria terreny davant seu.
Compartia la seva impremta amb la Revista del Movimiento Intelectual de Europa.

## Redactors i col·laboradors
- Valeriano Fernández Ferraz (fins a gener de 1869)
- José Plácido Sansón (fins a gener de 1869)
- Benito Pérez Galdós (fins a gener de 1869)
- José Luis Albareda y Sezde
- Manuel Ossorio y Bernard (entre 1869 i 1871)
- Luis Benítez de Lugo, marquès de la Florida (1870)

El 24 de gener de 1869, l'editorial d'El Imparcial anuncià els noms d'un nou equip de Las Novedades, després de la renúncia en bloc dels seus antics col·laboradors, com un «canvi complet de la seva redacció»:
| « | Fins al 12 del corrent els seus redactors van ser els Srs. D. Agustín de la Paz Bueso, D. Valeriano Fernández Ferraz, D. Benito Pérez Galdós, D. Víctor Feijóo, i D. Carlos Moreno López; però no estant conformes sens dubte amb la resolució adoptada pel nostre col·lega en la qüestió dinàstica, es van separar definitivament de la redacció... | » |